# Endestillet kurv
En plante har en endestillet kurv, når to betingelser er opfyldt:
1. Alle blomster skal være samlet i en ægte kurv
2. Blomsterstanden skal sidde ved afslutningen af skuddet

Plantens fordel af dette arrangement er, at blomsterne bæres frem uden for plantens løvmasse, så de er let tilgængelige, og at blomsterne ved at sidde samlet virker som én stor blomst – set med de bestøvende insekters øjne.

## Eksempler på planter med endestillet kurv
- Almindelig Tusindfryd
- Etage-Kornel
- Kæmpe-Bjørneklo
- Manchurisk Aralie
- Mælkebøtte